# Chiesa di San Vigilio (Pinzolo)
La chiesa cimiteriale di San Vigilio è un luogo di culto cattolico del comune di Pinzolo dell'arcidiocesi di Trento, posta nella campagna di Sorano, leggermente dislocata dai centri abitati. La chiesa conserva sulla facciata esterna l'affresco raffigurante la Danza macabra realizzata dal pittore bergamasco Simone II Baschenis del XVI secolo.

## Storia
Sul territorio pianeggiante di Sorano, fin dal primo millennio vi era una piccola cappella intitolata alla Madonna e ai santi Vigilio  e all'Arcangelo Michele. Sebbene non si conosca la data di edificazione del nuovo edificio di culto, dalla conformazione della torre campanaria si ritiene che sia stato costruito intorno al XIII secolo, periodo a cui risalirebbero alcune delle pitture a fresco presenti sulla parte meridionale dell'edificio.
Il primo documento che ufficialmente nomina la chiesa risale al 28 ottobre 1232. In quel giorno i capifamiglia dei paesi di Pinzolo, Baldino e Carisolo, si riunirono sotto il porticato della chiesa di San Vigilio per fare una valutazione dei danni causati dall'esondazione del torrente Sarca.
Documenti del 1362 citano l'importante santuario di San Vigilio presente in località Pinzolo e conservati nell'archivio diocesano di tridentino.

L'edificio venne consacrato il 28 agosto 1454. Il secolo successivo darà il via alla realizzazione di una serie di affreschi sia all'interno dell'aula che all'esterno, parte di questi andati perduti. Ma sarà la metà del Quattrocento con la famiglia di pittori provenienti da Santa Brigida località della bergamasca Val Brembana.  Fu infatti ricostruita nel 1515 dando la conformazione a pianta rettangolare a tre navate, e furono eseguiti gli affreschi della Danza macabra da Simone Baschenis.

## Descrizione

### Esterno

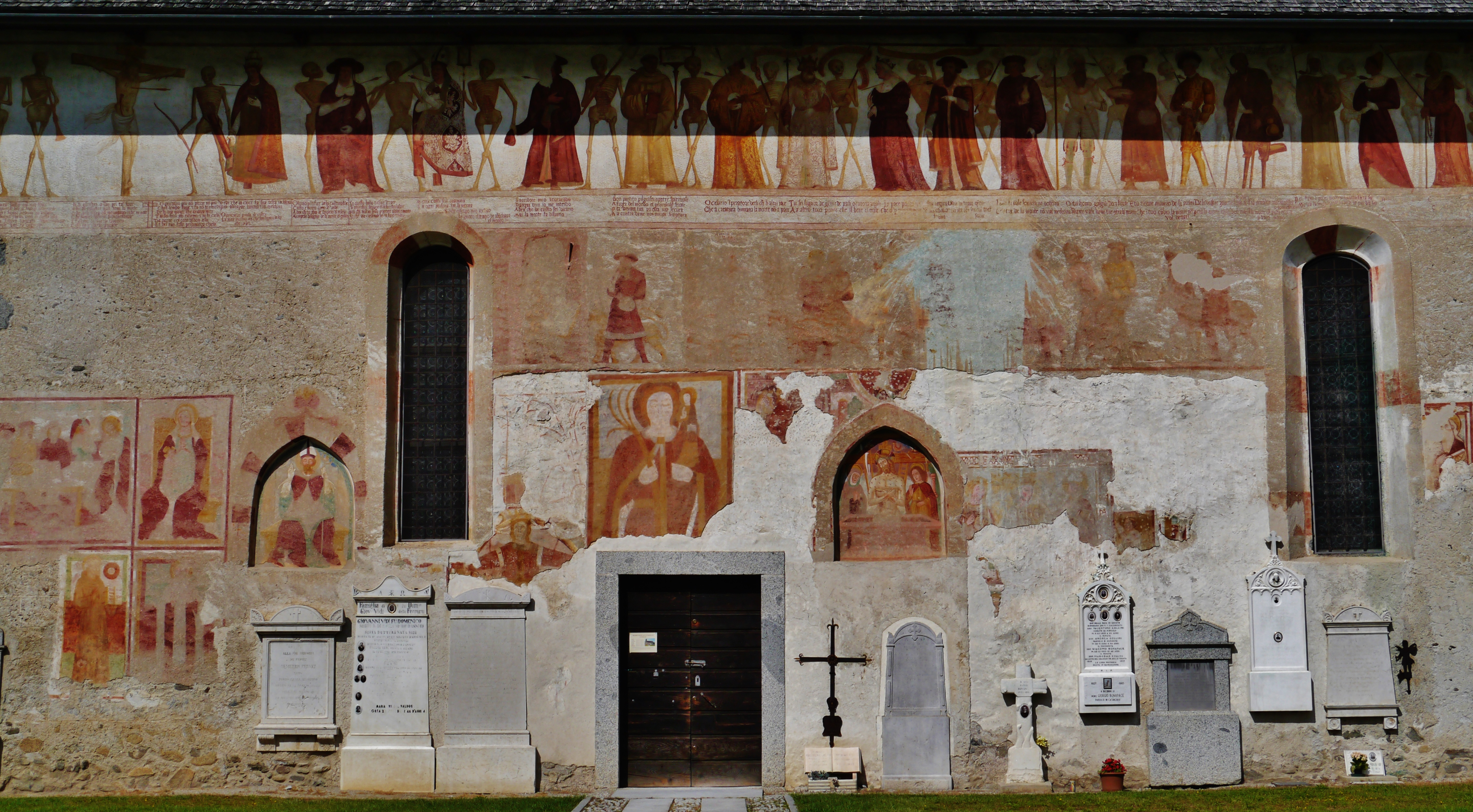
Affreschi all'esterno

La chiesa è orientata ad est e presenta caratteristiche gotiche riscontrabili sia nei rapidi spioventi del tetto, che nella conformazione absidale, nelle aperture a sesto acuto poste sulla parete meridionale e nel portale d'ingresso centinato profilato a conci di pietra.

La parete a settentrione presenta una serie di pitture disposte su tre ordini eseguiti da mani differenti e in periodi differenti. Il primo livello presenta affreschi risalenti al XIII secolo non completi: parte della raffigurazione di santa Caterina d'Alessandria con la ruota, san Cristoforo con il Bambino mancante di una parte dopo l'apertura dell'accesso laterale, e parti non identificabili di santi.

Il secondo livello conserva in due nicchie con arco a sesto acuto, affreschi realizzati nella seconda metà del XV secolo raffiguranti il Cristo nell'avello e san Vigilio vescovo.
La parte superiore conserva la Danza Macabra datata 31 ottobre 1539 opera di Simone II Baschenis pittore originario dalla bergamasca della famiglia Baschenis che eseguirono molti lavori sul territorio del Trentino.
La parete prosegue con il dipinto dei sette peccati capitali, quei peccati per cui non era possibile ricevere il sacramento del perdono, raffigurati nelle sembianze di animali: la superbia il leone, l'avarizia il rospo, la lussuria il becco, l'ira il gatto, l'invidia il nibbio e l'accidia l'asino. Gli animali sono seguiti da un gruppo di diavoli che li conducono alle pene eterne dell'inferno. Questi affreschi sono piuttosto ammalorati, ma dovevano essere un chiaro messaggio ai fedeli.

### La danza macabra
/Sonte signora de ognia persona

Et cossi son fiera forte e dura
/Che trapasso le porte et ultra le mura

Et son quela che fa tremar el mondo
/Reuolgendo mia falze atondo atondo

O uero l'archo col mio strale
/Sapienza beleza forteza niente vale

Non e signor madona ne vassallo/>Bisognia che lo entri in questo ballo...»
(Nell'antica chiesa di San Vigilio a Pinzolo" di Giuseppe Ciaghi)
La danza macabra è un tema iconografico in uso nel tardo medioevo di rara rappresentazione, raffigurazione diffusa maggiormente nei paesi nordici, sia in Francia che nella Penisola Iberica, meno frequente sul territorio italiano, importante è quella conservata a Clusone sull'Oratorio dei disciplini opera di Giacomo Borlone de Buschis realizzata tra il 1484 e il 1485.

La danza macabra è la rappresentazione di una danza tra uomini di qualsiasi ceto sociale, e il proprio scheletro. L'affresco fu eseguito da Simone Baschenis e datato 31 ottobre 1539.
Il dipinto, che ha un'altezza di 2 m per una larghezza di 22 m, è un corteo, un susseguirsi di personaggi che si alternano, aperto da tre scheletri di cui uno siede su di un trono regale, a indicare che la morte è superiore anche a Dio. Seguono le 18 copie composte da prelati e nobili di qualsiasi ordine e grado: un papa, un cardinale, un vescovo, sacerdote, un frate e un re, un imperatore, un giovane ricco, una regina, ma anche un mendicante, e una monaca, un bambino e un vecchio, che presi per mano dal loro corrispondente scheletro, sembrano ballare la danza della vita. Il corteo è aperto da tre scheletri posti ai piedi di una croce, e si conclude con la raffigurazione di san Michele Arcangelo che uccide il diavolo.

## Interno

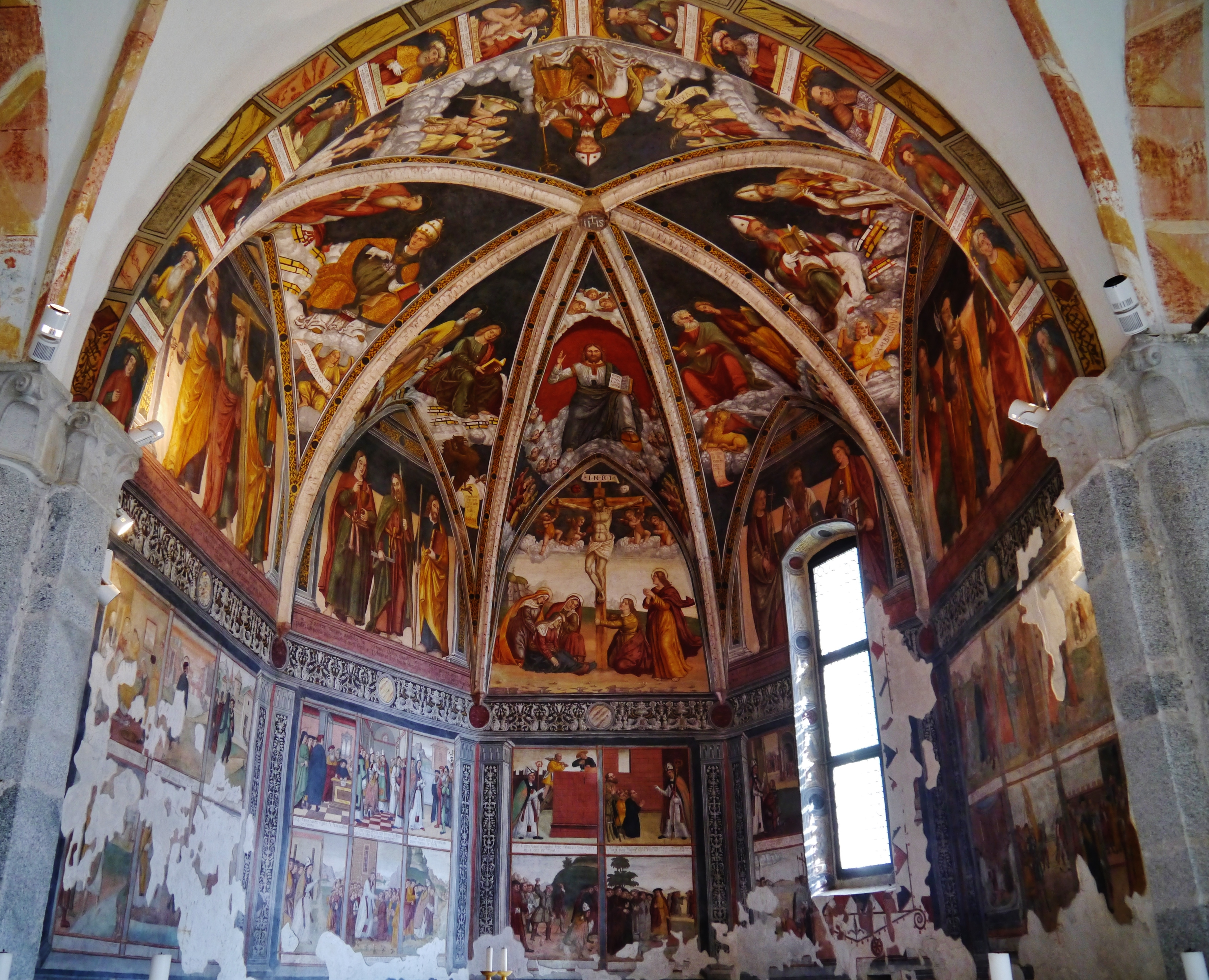
Interno

L'interno della chiesa è a tre navate avente archi e volte corredate da colonne di granito. L'aula presenta una serie di affreschi sovrapposti a testimonianza delle varie modifiche eseguite in epoche differenti. Con i restauri che hanno richiesto la rimozione dell'altare a destra dell'abside dedicato a san Giacomo, sui fianchi dell'antico arco trionfale, hanno ripreso luce affreschi di importante rilevanza artistica, tra questi un'Annunciazione di probabile scuola toscana del XIII secolo. Le altre pitture sono lavori sempre della bottega Baschenis in particolare la mano di Simone è indicata nella raffigurazione di San Vigilio vescovo.
L'abside ha la cupola divisa in sei vele, in quelle due centrali vi è la raffigurazione di Dio padre e del santo patrono, nelle altre i santi: Gregorio, Gerolamo, Luca, Giovanni, Marco e Matteo, Ambrogio e Agostino dottori della Chiesa ed evangelisti, mentre gli apostoli sono raffigurati nelle lunette ogivali. Al centro il grande affresco della Crocifissione.

Sulla parte inferiore alcuni riquadri illustrano storie della vita di san Vigilio vescovo, raccontando anche il suo martirio avvenuto in Val Rendena. Gli affreschi terminano con la raffigurazione dei profeti, opere eseguite nel 1539.
Il presbiterio è completato da un altare ligneo del 1636, con la pala raffigurante San Vigilio e sant'Antonio. L'altare intitolato a san Rocco datato 1639 è posto nella navata a nord, realizzato per devozione dopo la peste del 1630; presenta fregi e bassorilievi di pregio. La navata termina con l'altare di San Giacomo e quello della Confraternita dei battuti o flagellanti.

## Campanile
La torre campanaria che è posta sul lato ovest dell’edificio, anteponendosi alla facciata, mantiene la sua originale caratteristica romanica anche nelle bifore della cella campanaria, poi chiuse. Una nicchia mantiene l'affresco della Resurrezione di Cristo risalente, come riporta la datazione, al novembre del 1539. Il campanile possiede una campana in Sol3 calante facente parte del vecchio concerto di campane di Pinzolo.